# Agua Santa, Altotonga
Agua Santa är en ort i Mexiko.   Den ligger i kommunen Altotonga och delstaten Veracruz, i den sydöstra delen av landet, 210 km öster om huvudstaden Mexico City. Agua Santa ligger 869 meter över havet och antalet invånare är 237.
Terrängen runt Agua Santa är bergig åt sydväst, men åt nordost är den kuperad. Agua Santa ligger nere i en dal. Runt Agua Santa är det ganska tätbefolkat, med 104 invånare per kvadratkilometer. Närmaste större samhälle är Atzalan, 12,5 km väster om Agua Santa. I omgivningarna runt Agua Santa växer i huvudsak städsegrön lövskog.